# شمال بارجانس
شمال بارجانس رمزها «PN» (بالإنجليزية: North  24  Parganas)‏ ، هو تقسيم إداري لدولة الهند تتبع ولاية البنغال الغربية (بالإنجليزية: West  Bengal)‏ ، مركزها هو مدينة باراسات (بالإنجليزية: Barasat)‏ عدد سكانها حسب تعداد سنة 2001 هو 8,930,295 ، مساحتها 4,095 كم² وكثافة السكان 2,181 لكل كم² .